# Ивановка (Новомалыклинский район)
Ива́новка — посёлок в Новомалыклинском районе Ульяновской области России. Входит в состав Среднесантимирского сельского поселения.

## География
Посёлок находится в восточной части Левобережья, в лесостепной зоне, на левом берегу реки Большой Черемшан, при автодороге 73Р-240, на расстоянии примерно 13 км (по прямой) к северо-востоку от села Новая Малыкла, административного центра района. Абсолютная высота — 64 м над уровнем моря.
Климат
Климат характеризуется как умеренно континентальный, с тёплым летом и умеренно холодной зимой. Средняя температура воздуха самого тёплого месяца (июля) — 20 °C (абсолютный максимум — 39 °C); самого холодного (января) — −13,8 °C (абсолютный минимум — −47 °C). Продолжительность безморозного периода составляет в среднем 131 день. Среднегодовое количество атмосферных осадков составляет 406 мм. Снежный покров образуется в конце ноября и держится в течение 145 дней.
Часовой пояс
Посёлок Ивановка, как и вся Ульяновская область, находится в часовой зоне МСК+1. Смещение применяемого времени относительно UTC составляет +4:00.

## Население
| 1889 | 2010 |
| ---- | ---- |
| 140  | ↘3   |

Национальный состав
Согласно результатам переписи 2002 года, в национальной структуре населения русские составляли 57 % из 7 чел., мордва — 29 %.